# Gürtelfestung

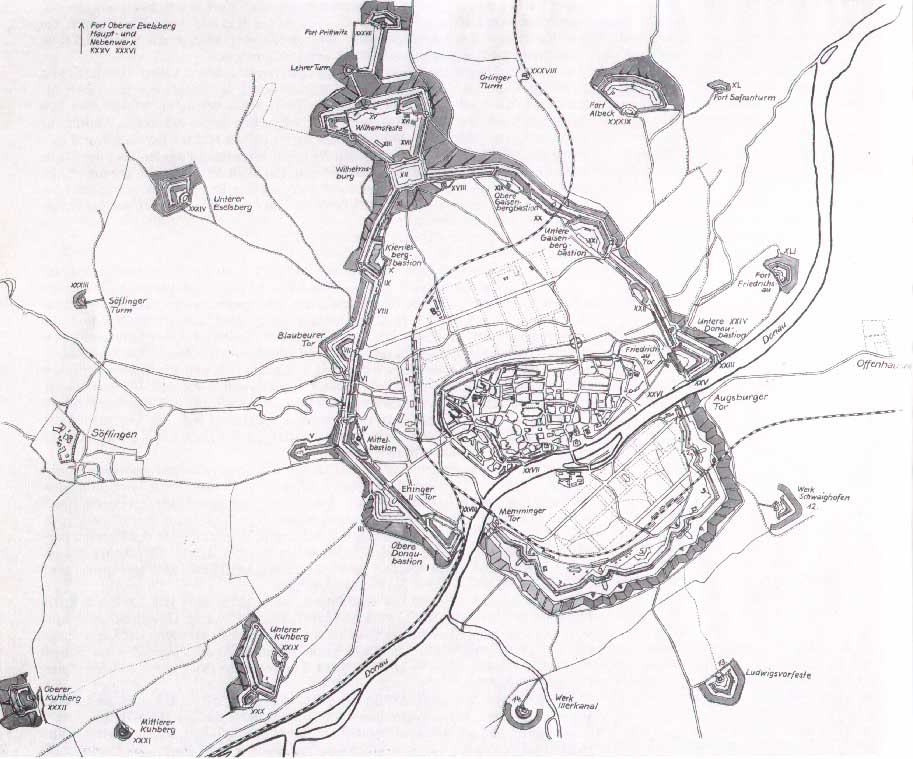
Bundesfestung Ulm als Gürtelfestung (Bauzustand um 1870). Auf dem Plan ist auch sehr gut der Unterschied zwischen der norddeutsch-preußischen und der süddeutsch-österreichischen Befestigungsmanier zu erkennen. Die Befestigungen nördlich der Donau wurden von preußischen Ingenieuren, die südlich des Flusses von bayerischen Ingenieuren gestaltet.

Als Gürtelfestung bezeichnet man eine Festung, die von mehreren detachierten Forts umgeben ist. Die Hauptaufgabe der detachierten Forts, welche die Festung wie ein Gürtel umgeben, ist es, die Stadt, die sich im eigentlichen Kern der meisten Festungen befindet, so lange wie möglich vor der Beschießung durch einen Angreifer zu bewahren. In der älteren deutschsprachigen Literatur werden die „Gürtelfestungen“ auch als „Lagerfestungen“ bezeichnet, da der große freie Raum zwischen den Befestigungsanlagen die Aufnahme einer zusätzlichen Feldarmee gestattete und dadurch erlaubte, die Verteidigung flexibler zu gestalten.

## Historische Entwicklung
Bereits Ende des 17. Jahrhunderts wurden mit der zunehmenden Verbesserung der Belagerungsartillerie die Verteidigungsanlagen um große Festungen zu einer immer tiefer werdenden befestigten Zone ausgebaut. Durch die zunehmende Einbeziehung vor der Stadt liegender Höhen begannen sich während des 18. Jahrhunderts die Befestigungen allmählich von der eigentlichen Festung zu lösen. Zu jener Zeit begann man auch, solche weit vorgeschobenen selbständigen Befestigungsanlagen als Fort zu bezeichnen.
Unter dem Einfluss verschiedener neuer Befestigungsvorschläge, vor allem durch Georg Rimpler (1636–1683) und Hermann Landsberg d. J. (1670–1746), begann man sich in Mitteleuropa bereits zu Beginn des 18. Jahrhunderts schrittweise von den engen Fesseln des klassischen bastionären Befestigungssystem zu lösen (wenn auch noch nicht überall). So wurde – in Anlehnung an die Vorschläge von Rimpler – schon Anfang des 18. Jahrhunderts die Festung Mainz mit einem Gürtel aus vorgeschobenen Forts umgeben, die allerdings noch mit Befestigungslinien untereinander und mit dem Hauptwall verbunden waren. Darauf aufbauend entstanden Befestigungen nach dem Tenaillensystem (z. B. in Magdeburg um 1730) und schließlich zur Zeit von König Friedrich II. von Preußen mehrere Festungen nach dem sogenannten „altpreußischen Befestigungsystem“ (es beruhte auf einem weiterentwickelten Tenaillensystem, das sich u. a. durch den Verzicht auf Symmetrie sehr flexibel dem Gelände anpassen konnte). Mehrere nach der „altpreußischen Manier“ neuerrichtete oder umgebaute Festungen besaßen einen Gürtel aus detachierten Forts, so u. a. in Glatz, Graudenz, Neiße, Schweidnitz.

## Gürtelfestungen des 19. Jahrhunderts
Nach Ende der napoleonischen Ära gab man zuerst in Deutschland das bis dahin weitverbreitete Bastionärsystem endgültig auf. Dieses System, das auf einem Hauptwall mit Bastionen und den in mehreren Ringen direkt vorgelagerten Außenwerken wie Kronwerken, Hornwerken, Halbmonden sowie in der Regel auf Bank stehenden Geschützen beruhte, schienen aus taktischen Gründen nicht mehr effektiv genug zu sein (als Beispiele seien hier Neubreisach und Diedenhofen angeführt). Durch weiterführende Ideen von Marquis de Montalembert (1714–1800) und Carnot (1753–1823) ergänzt, wurde das altpreußische System zum neupreußischen- oder neudeutschen Polygonalsystem weiterentwickelt. Dieses System wurde später in modifizierten Varianten auch im Festungsbau anderer Länder übernommen (in Frankreich erst nach 1870).
Ab etwa 1820 wurden zahlreiche größere Festungen in Europa zu modernen „Gürtelfestungen“ nach diesem System umgestaltet. Beim Ausbau der Festungen des Deutschen Bundes Luxemburg, Mainz, Ulm und Rastatt z. B. handelte man bereits dementsprechend. Dabei umgab man zunächst in Deutschland das Kernwerk, d. h. die eigentlich Festung, mit einem Hauptwall nach dem „Polygonalsystem“, das sich weitgehend mit ausspringenden Winkeln begnügte und schob gleichzeitig die früher direkt davorliegen Außenwerke so weit nach außen, als es die Reichweite der zur gegenseitigen Unterstützung notwendigen Bewaffnung noch zuließ. Die „neudeutsche Befestigungsmanier“ wurde bereits beim Neubau der Festung Koblenz ab 1817 angewendet.
In einem Abstand von mindestens einer Kanonenschussweite vor der Enceinte (Stadtumwallung) der inneren Festung erbaute man zusätzlich einen äußeren „Gürtel“ aus detachierten Forts, permanent besetzten Zwischenwerken, mit und ohne Defensivkaserne, defensiblen Pulvermagazinen und separierten Batterien in gedeckten Stellungen. Dieser weite äußere Gürtel wurde nach Einführung der Brisanzgranaten (nach 1880) im Verteidigungsfall häufig noch ergänzt durch bemannte und geschützte Infanteriestützpunkte, Anschluss- und Annexbatterien sowie die Minenkampfanlagen. Alle Festungswerke des äußeren Gürtels waren auf ihrer Kehlseite (d. h. auf der inneren Seite, zwischen der Festung und den Außenwerken) durch Kommunikationen, durch Radial- und Gürtelstraßen sowie gegebenenfalls durch Feldbahnen miteinander verbunden.
Eine „Gürtelfestung“ besaß somit zwei räumlich klar getrennte Verteidigungssysteme, wobei der äußere Ring aus detachierten (vorgeschobenen) Verteidigungsanlagen bestand, die den Kernbereich der eigentlichen Festung vor einer direkten Beschießung durch den Angreifer abschirmen sollte. Der weite äußere Gürtel, welcher der Festung meist einen großen Umfang gab, zwang zunächst in der Regel den Angreifer zu einer zeitraubenden Blockade, bis er endlich nach Heranführung eines umfangreichen Belagerungsparks und der Überwindung des Schutzschirms der Forts zur direkten Belagerung der Festung übergehen konnte – und Zeitgewinn war die strategischen Hauptaufgabe der Festungen.